# Amy Elizabeth Adams
Amy Elizabeth Adams, meist nur A. Elizabeth Adams, (* 28. März 1892 in Delaware, New Jersey; † 15. Februar 1962 in South Hadley, Massachusetts) war eine US-amerikanische Zoologin.

## Leben
Amy Elizabeth Adams besuchte die Blair Academy in Blairstown, New Jersey und immatrikulierte sich im September 1909 am Mount Holyoke College in South Hadley, Massachusetts mit dem Hauptfach Mathematik. Zoologie belegte sie in ihrem Grundlagenstudium nur als Nebenfach, wechselte aber durch den Einfluss von Cornelia Clapp und Ann Morgan ihr Hauptfach hin zur Zoologie und erhielt dort 1914 ihren Bachelor of Science. 1914/15 arbeitete sie als Laborassistentin am Zoology Department des Mount Holyoke College, bevor sie an der Columbia University weiter Zoologie studierte und dort 1919 ihren Master of Science erhielt. Im gleichen Jahr kehrte sie ans Mount Holyoke College und unterrichtete dort Zoologie. 1922 erhielt sie ein Forschungsstipendium von der Yale University, arbeitete dort am Osborn Zoological Laboratory und erhielt 1926 daselbst ihren Ph.D.
Am Mount Holyoke College unterrichtete Adams seit 1919, wurde 1928 zur Professorin ernannt und hatte diese Stelle bis zu ihrem Ruhestand 1957 inne. Sie hielt Vorlesungen in Allgemeiner Zoologie, Vergleichender Anatomie, Embryologie und experimenteller Zoologie. 1920/21, 1929 und 1937 fungierte sie als Leiterin des Department of Zoology und 1926/27 als Dekanin des Mount Holyoke College. Sie galt als eine der renommiertesten Zoologinnen der 1930er Jahre und erhielt auch zahlreiche Forschungsgelder während der Great Depression, wie vom Bache Fund der National Academy of Sciences, von der Rockefeller-Stiftung, vom National Research Council, der American Association for the Advancement of Science oder Sigma Xi. Ihre Forschungsschwerpunkte lagen in den Gebieten der experimentellen Zoologie und der Embryologie.
Adams war Mitglied zahlreicher Gesellschaften, unter anderem der Endocrine Society, der Society for Experimental Biology und ein gewähltes Mitglied der New York Academy of Sciences. Für vier Jahre fungierte sie auch als Vorsitzende von Phi Beta Kappa am Mount Holyoke College.

## Werke (Auswahl)
- An experimental study of the development of the mouth in the amphibian embryo. In: Journal of Experimental Zoology. Volume 40, Issue 3, 1924, S. 311–379, doi:10.1002/jez.1400400302 (englisch).
- Studies on sexual conditions in Triturus viridescens. The effects of ovarian grafts in castrated males. In: Journal of Experimental Zoology. Volume 55, Issue 1, 1930, S. 63–85, doi:10.1002/jez.1400550107 (englisch).
- Studies in Experimental Zoology. Regeneration, Experimental Embryology, Endocrinology. Edwards Brothers, Ann Arbor 1936 (englisch, 2. Auflage 1941; 3. Auflage 1949).
- Sexual conditions in Triturus viridescens. Artificial hermaphroditism. In: Journal of Experimental Zoology. Volume 78, Issue 3, 1938, S. 233–269, doi:10.1002/jez.1400780302 (englisch).
- Sexual conditions in Triturus viridescens. III. The reproductive cycle of the adult aquatic form of both sexes. In: American Journal of Anatomy. Volume 66, Issue 2, 1940, S. 235–275, doi:10.1002/aja.1000660205 (englisch).
- Sexual conditions in Triturus viridescens. IV. The effect of the administration of diethylstilbestrol on adult normal and castrated males. In: Journal of Experimental Zoology. Volume 101, Issue 1, 1946, S. 1–39, doi:10.1002/jez.1401010102 (englisch).
- Sexual conditions in Triturus viridescens. V. The effect of the administration of diethylstilbestrol on adult normal and castrated females. In: Journal of Experimental Zoology. Volume 113, Issue 2, 1950, S. 463–497, doi:10.1002/jez.1401130209 (englisch).